# وسیولویه (استان بلگورود)
وسیولویه (انگلیسی: Vesyoloye, Belgorod Oblast) یک شهرک در بخش کراسنوگفاردیسکی استان بلگورود کشور روسیه است.